# Yves Leterme
Yves Camille Désiré Leterme (Wervik, 6 ottobre 1960) è un politico belga, membro dei Cristiano-Democratici e Fiamminghi ed ex primo ministro del Belgio.
È stato vice primo ministro e Ministro del Bilancio, delle Riforme Istituzionali, dei Trasporti e del Mare del Nord nel governo federale belga, ex Ministro presidente delle Fiandre e Ministro delle Fiandre per l'Agricoltura e la Pesca. Dal 8 dicembre 2011 al giugno 2014 è vice segretario generale dell'OCSE. Dal giugno 2014 ha ricoperto la carica di segretario generale dell'organizzazione intergovernativa International IDEA per la promozione della democrazia e dell'assistenza elettorale..

### Primo ministro

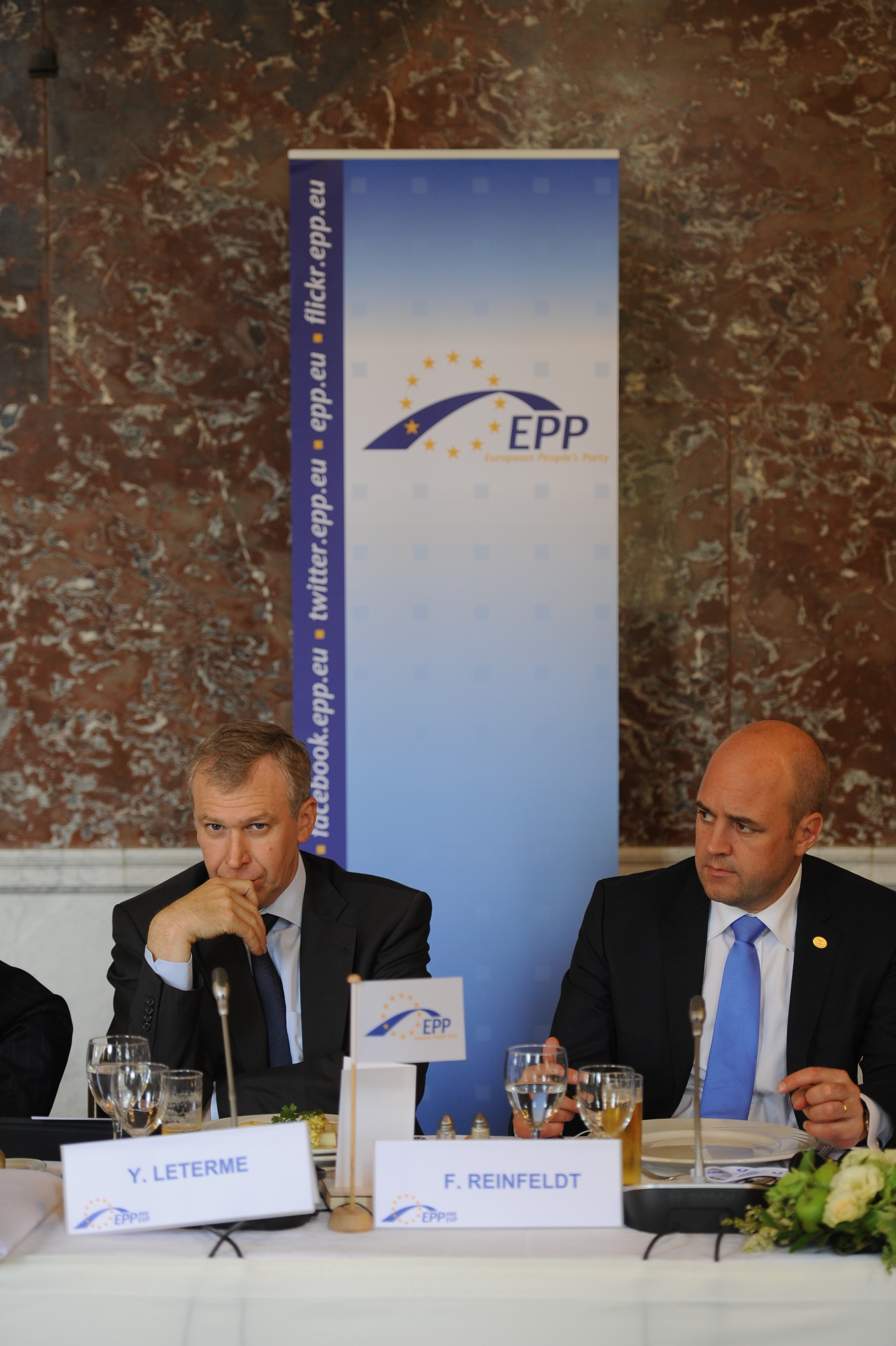
Yves Leterme insieme al Primo ministro della Svezia Fredrik Reinfeldt al Vertice del PPE nel giugno 2011

## Dal 2011

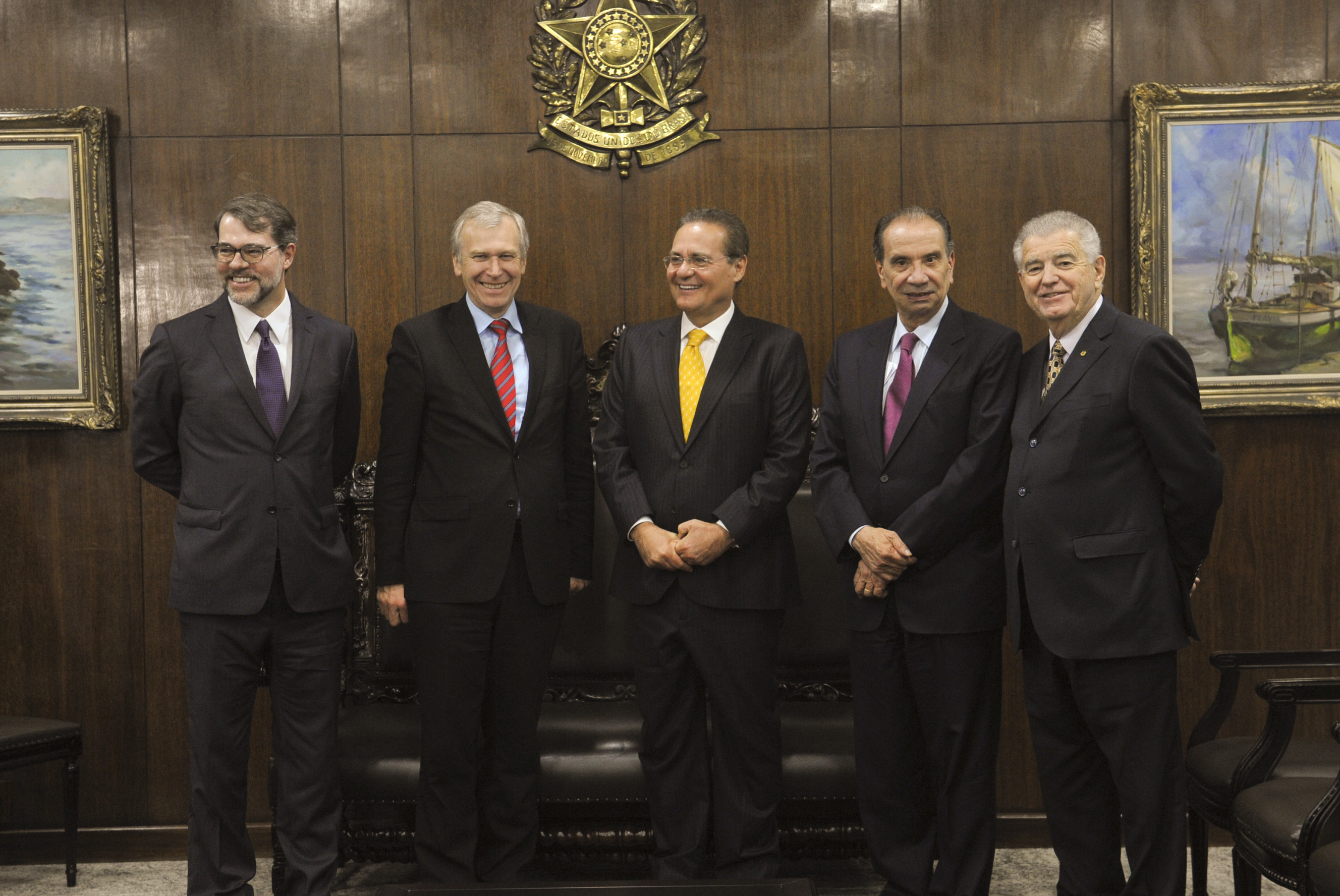
Yves Leterme (secondo da sinistra) in visita al Senato Federale del Brasile, 11 giugno 2015

## Biografia